# Harpactocrates cazorlensis
Harpactocrates cazorlensis är en spindelart som beskrevs av José Vicente Ferrández 1986. Harpactocrates cazorlensis ingår i släktet Harpactocrates och familjen ringögonspindlar.
Artens utbredningsområde är Spanien. Inga underarter finns listade i Catalogue of Life.